# 丘普里亚
丘普里亚是塞尔维亚中部的一个镇，人口20,411（2002年）。
丘普里亚由罗马人建立，最初只是一个军事前哨，位于君士坦丁堡到罗马的道路跨越大摩拉瓦河的地方。1191年秋天，塞尔维亚人在斯特凡·内马尼亚的带领下与伊萨克二世统治下的拜占庭帝国曾在此大战。在奥斯曼帝国的统治下，丘普里亚正式得名。
丘普里亚镇区在1999年|科索沃战争中遭北约部队轰炸而严重受损，至今一些建筑仍是一片废墟。